# Baruch Samuel Blumberg
Baruch Samuel Blumberg (28 tháng 7 năm 1925 – 5 tháng 4 năm 2011) là một bác sĩ người Mỹ và là một trong hai người nhận chung giải Nobel Sinh lý và Y khoa năm 1976 (với Daniel Carleton Gajdusek), và Chủ tịch Hội Triết học Mỹ từ năm 2005 cho đến khi qua đời.
Blumberg nhận giải Nobel cho "những khám phá về cơ chế mới về nguồn gốc và phổ biến của các bệnh truyền nhiễm." Blumberg xác định vi rút viêm gan B, và sau đó phát triển thử nghiệm chẩn đoán và vắc xin.

## Cuộc đời và học vấn
Blumberg sinh ra ở Brooklyn, New York. Lúc học tiểu học cậu lần đầu tiên tham dự Yeshivah of Flatbush Chính thống giáo, nơi ông đã học đọc và viết bằng tiếng Do Thái và nghiên cứu Kinh Thánh và các văn bản Do Thái bằng ngôn ngữ gốc của họ (trường cũng đã có học sinh là người đương đại với Blumberg, Eric Kandel, người là một người nhận giải Nobel về y học). Blumberg sau đó vào học trường trung học Far Rockaway trong đầu những năm 1940, một trường học cũng sản sinh ra người đoạt giải Burton Richter và Richard Feynman. Blumberg là sĩ quan Hải quân Hoa Kỳ trong Thế chiến II. Sau đó ông vào học tại Union College Schenectady, New York và tốt nghiệp với bằng danh dự vào năm 1945.